# Минасян, Мкртыч Минасович
Мкртыч Минасович Минасян (арм. Մկրտիչ Մինասյան, 24 июня 1940, Ереван) — бывший главный архитектор Еревана в 1991—1993 годах. Заслуженный архитектор Республики Армения (2009).
- 1967 — окончил Ереванский политехнический институт.
- С 1973 — член союза архитекторов Армении.
- Лауреат госпремии Армении (ст «Пл.Ленина Ереванского метрополитена — 1983).
- Лауреат Всесоюзного смотра «Лучшее произведение года» (1982).
- 1980—1990 — заместитель начальника управления по охране и использованию памятников истории и культуры при Совмине Армянской ССР.
- 1991—1993 — был главным архитектором г. Еревана.
- 1993—1995 — заместитель главного архитектора г. Еревана.

## Основные работы
Застройка жилого квартала в районе Ереванского водохранилища.
ВЦ Госснаба Армянской ССР в административное здание Госстраха в Ереване.
Дом приёмов иностранных специалистов в Ереване.
Школа художественного воспитания детей в Ереване.
Надгробие скульптора Ара Саркисяна в Ереване.
Мемориальная доска режиссёру Амо Харазяну в Ереване.
Церковь в Гехаовите.
Проект концертной студии Гостелерадио в Ереване.